# Boys (Summertime Love)
Boys (Summertime Love), ook bekend als "Boys Boys Boys", is een nummer van de Italiaanse zangeres Sabrina. Het is de derde single van haar studioalbum Sabrina uit 1987. Het nummer werd op 29 mei van dat jaar op single uitgebracht.
De plaat werd een hit in vrijwel geheel Europa, Zuid-Afrika en Australië. In Sabrina's thuisland Italië bereikte de plaat de 2e positie. In Frankrijk en Zwitserland werd zelfs de nummer 1-positie bereikt. In Australië bereikte de plaat de 11e positie en in het Verenigd Koninkrijk de 3e positie in de UK Singles Chart. Ook in Ierland werd de 3e positie bereikt.
In Nederland werd de plaat veel gedraaid op Radio 3 en werd een gigantische hit. De plaat bereikte de 4e positie in de Nationale Hitparade Top 100 en de 5e positie in de Nederlandse Top 40. In de Europese hitlijst op Radio 3, de TROS Europarade, werd géén notering behaald, aangezien deze lijst op donderdag 25 juni 1987 voor de laatste keer werd uitgezonden. 
In België bereikte de plaat de 2e positie in zowel de Vlaamse Ultratop 50 als de Vlaamse Radio 2 Top 30.
Het nummer werd twee keer opnieuw uitgebracht als een remix, in 1995 als "Boys '95" en in 2003 als "Boys Boys Boys (The Dance Remixes)". Deze versies waren echter niet zo succesvol als de oorspronkelijke versie. In Frankrijk was de oorspronkelijke versie in 1987 het meest populair; de plaat stond vijf weken op de nummer 1-positie en verkocht in totaal 683.000 exemplaren.

## Muziekvideo
Het succes van de single is deels te danken aan de videoclip. In de clip danst de zangeres rond in een zwembad, terwijl ze continu haar iets te ver afzakkende bikini ophijst. De videoclip bezorgde haar de status van sekssymbool.
In Nederland werd de videoclip destijds op televisie uitgezonden in de popprogramma's AVRO's Toppop met Bas Westerweel, Countdown van Veronica met Radio 3-dj Adam Curry en TROS Popformule met Radio 3-dj Martijn Krabbé.

## Covers
Het nummer is gecoverd door onder meer Aya Sugimoto, Ludwig von 88, LTNO, The Cheeky Girls, Smile.dk, Rimini Project, He Jie, Anna Semenovich, Betty Owczarek en The Shiny Shrimps.